# Comanche (stripreeks)
Comanche is een realistisch getekende western stripreeks bedacht door de Belgische stripauteur Greg. De eerste tien delen werden getekend door de Belgische tekenaar Hermann en gepubliceerd in het stripblad Kuifje in 1969. Na het vertrek van Hermann in 1982 werd de reeks overgenomen door de Franse tekenaar Rouge. Na het overlijden van Greg nam de Franse schrijver Rodolphe het scenario over. De reeks wordt uitgegeven door uitgeverij Le Lombard.

## Verhaallijn
Comanche is de eigenares van de drie zessen, de "Triple Six"-ranch in het Wyoming van de 19e eeuw. Zij is een tengere maar felle jonge vrouw, maar ze is echter niet de hoofdpersoon waar de serie om draait. Bij haar zijn verschillende mannen in dienst, en over hen gaan de eigenlijke verhalen. Het meest in het oog springende personage is Red Dust, de voorman en een gewezen revolverheld. Tussen hem en Comanche bestaat een liefdevolle maar ambigue relatie. De andere personen zijn Ten Gallons, zestig kilo versleten botten en opschepperij, Clem Tenderfoot, beginneling, Toby, een kleurling, en Maanvlek, een indiaan.
Bij het verschijnen van  de eerste delen baarde de verhalen opzien door het rauwe geweld dat tentoongesteld werd. Dit geweld wordt door Hermann op een filmische manier in beeld gebracht en heeft overeenkomsten met de spaghettiwesterns.

## Albums[2]
| Nummer | Titel                           | Verschenen | Tekeningen | Scenario |
| ------ | ------------------------------- | ---------- | ---------- | -------- |
| 1      | Red Dust                        | 1972       | Hermann    | Greg     |
| 2      | Wanhoop en dood op de prairie   | 1974       | Hermann    | Greg     |
| 3      | De wolven van Wyoming           | 1974       | Hermann    | Greg     |
| 4      | De hemel is rood boven Laramie  | 1975       | Hermann    | Greg     |
| 5      | Nacht over de woestijn          | 1976       | Hermann    | Greg     |
| 6      | De opstand                      | 1976       | Hermann    | Greg     |
| 7      | Duivelsvinger                   | 1977       | Hermann    | Greg     |
| 8      | De sheriffs                     | 1980       | Hermann    | Greg     |
| 9      | En de duivel brulde van vreugde | 1981       | Hermann    | Greg     |
| 10     | Het lijk van Algernon Brown     | 1983       | Hermann    | Greg     |
| 11     | De roofdieren                   | 1990       | Rouge      | Greg     |
| 12     | De driezijdige dollar           | 1992       | Rouge      | Greg     |
| 13     | De kermis der wraak             | 1995       | Rouge      | Greg     |
| 14     | De ruiters van dead river       | 1997       | Rouge      | Greg     |
| 15     | Red Dust express                | 2002       | Rouge      | Rodolphe |